# Neopachygaster occidentalis
Neopachygaster occidentalis är en tvåvingeart som beskrevs av Kraft och Cook 1961. Neopachygaster occidentalis ingår i släktet Neopachygaster och familjen vapenflugor. Inga underarter finns listade i Catalogue of Life.